# F. W. Murnau
Friedrich Wilhelm Murnau, ou simplesmente F. W. Murnau, nascido Friedrich Wilhelm Plumpe (Bielefeld, 28 de dezembro de 1888 — Santa Bárbara, 11 de março de 1931), foi um dos mais importantes realizadores do cinema mudo, do cinema expressionista alemão e do movimento Kammerspiel.
Antes de ser cineasta, Murnau estudou filosofia, literatura, música, e história das Artes nas universidades de Heidelberg e Berlim. Frequentou a escola de arte dramática de Max Reinhhardt, que exerceu grande influência em seu estilo cinematográfico.
Iniciou a carreira no cinema em 1919. Em 1920, realizou uma versão do O Médico e o Monstro de Robert L. Stevenson, Der Januskopf. Em 1922, filmou Nosferatu, um dos clássicos do expressionismo no cinema. Em 1924, realizou o filme "O último Homem" e Fausto, baseado na obra do escritor Goethe, em 1926. A obra-prima de Murnau foi o filme Aurora, em 1927, considerado um dos pontos altos do cinema ocidental.
Morreu aos 42 anos em um acidente de carro na Califórnia, e foi sepultado no Südwestkirchhof Stahnsdorf.

## Primeiros anos

### Infância e juventude
Friedrich Wilhelm Plumpe nasceu em Bielefeld, província de Vestfália, em 28 de dezembro de 1889, e depois foi viver em Kassel a partir dos sete anos. Ele tinha dois irmãos, Bernhard e Robert, e duas irmãs, Ida e Anna. A Mãe, Otilie Volbracht, foi a segunda esposa de seu pai Heinrich Plumpe, proprietário de uma fábrica de roupas na parte noroeste da Alemanha. Sua casa muitas vezes se transformou em um palco para pequenas peças dirigidas por ele, que leu livros de Schopenhauer, Nietzsche, Shakespeare e peças de Ibsen quando tinha 12 anos. Ele tomou o nome de "Murnau" de Murnau am Staffelsee, cidade da Baviera, a cerca de 70 km ao sul de Munique. Abertamente homossexual, Murnau nunca se casou, dedicando-se somente aos filmes. Estudou Filologia e, posteriormente, História da Arte e Literatura nas universidades de Heidelberg e Berlim.

### 1ª Guerra Mundial
Por volta de 1910, o diretor Max Reinhardt viu no seu desempenho de estudante um talento promissor e decidiu convidá-lo para a sua escola de atores. Ele logo se tornou amigo de Franz Marc (pintor e uma das figuras mais importantes do movimento expressionista alemão), Else Lasker-Schüler (poetisa de origem judia afiliada ao movimento expressionista) e Hans Ehrenbaum-Degele (um banqueiro judeu e músico, falecido no fronte russo durante a Primeira Guerra Mundial). Durante a Guerra, Murnau serviu como comandante de uma companhia na frente oriental e juntou-se à força aérea alemã no norte da França dois anos depois. Ele sobreviveu a oito acidentes sem ferimentos graves, permanecendo internado na Suíça até o fim da guerra, quando retornou à Alemanha.

## Carreira

### Primeiros trabalhos
De volta ao seu país de origem, Murnau logo estabeleceu seu próprio estúdio com o ator Conrad Veidt, e seu primeiro filme foi "O garoto vestido de azul" (Der Knabe in Blau), um drama com cerca de uma hora de duração inspirado em uma pintura famosa de Thomas Gainsborough, lançado em 1919. O filme seguinte, "Satanás", foi produzido por Robert Wiene, baseado em roteiro de sua autoria, mas também está considerado como perdido – somente se conhece um fragmento do filme, de posse da Cinémathèque Française.

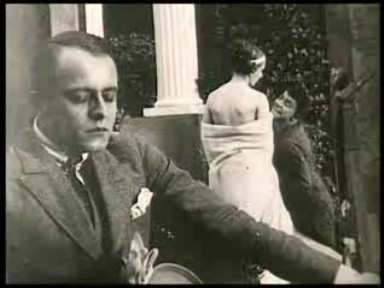
Cena do filme Der Knabe in Blau, de Murnau. (1919).

No mesmo ano, Murnau lançou seu terceiro filme, "Der Bucklige und die Tänzerin", com roteiro de Carl Mayer, também considerado perdido, e "Der Janus-Kopf" ("The Head of Janus"), estrelado por Conrad Veidt e Bela Lugosi, no qual Murnau explorou o tema da dupla personalidade, inspirando-se em "The Strange Case of Dr. Jekyll and Mr. Hyde", de Robert Louis Stevenson. O filme era uma versão não-autorizada da obra de Stevenson, mas escapou aos olhos da mídia da época, no mesmo ano em que a Paramount Pictures filmou uma versão do romance chamada "Dr. Jekyll and Mr. Hyde", estrelada por John Barrymore. Produzido por Erich Pommer, este é considerado mais um dos filmes perdidos de Murnau. O roteiro foi escrito por Hans Janowitz, que colaborou com Carl Meyer no roteiro de "O Gabinete do Dr. Caligari", de 1919.

### Nosferatu
O primeiro filme importante de Murnau foi Nosferatu (1922), que incorpora inovações técnicas e efeitos especiais, como a imagem em negativo de árvores brancas sobre o céu negro e rompe com os modelos cenográficos da época no estilo "O Gabinete do Dr. Caligari", outra obra marcante do expressionismo. Murnau prefere filmar toda ação em cenários naturais, nesta adaptação não oficial do "Dracula" de Bram Stoker, com a viúva do autor chegando inclusive a processar Murnau e a justiça exigindo a destruição dos negativos. Murnau conseguiu salvar algumas cópias, e por isso o filme sobreviveu até os dias de hoje. A origem do título consta do romance de Stoker, onde é usada pelos romenos para se referirem ao Conde Drácula e, presumivelmente, aos não-mortos.

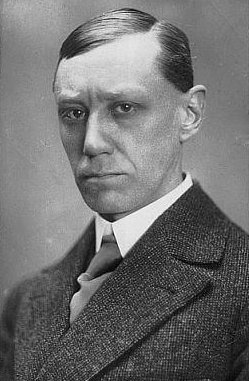
Retrato do ator Max Schreck que interpretou o Conde Orlock no longa Nosferatu.

"Nosferatu" é um filme que ainda hoje permanece admirável, talvez o mais belo do expressionismo alemão, com seu castelo assombrado, o porto onde desembarca o navio infestado de ratos, a cidadezinha de Wisborg e o próprio Conde Orlock, interpretado por Max Schreck com seu crânio careca e seus dentes salientes.

### Der Letzte Manne antecipação do Kammerspielfilm
Tão importante quanto "Nosferatu" na filmografia de Murnau, e com roteiro de Carl Meyer, é "A Última Gargalhada" (Der letzte Mann, de 1924), que firmou a reputação de Murnau como um grande cineasta. Os movimentos da câmera, que acompanha a ação e contribui para transmitir o estado psicológico dos personagens, tiveram grande impacto no mundo do cinema. Murnau surpreende ao filmar a história a partir de uma vista subjetiva e antecipou o movimento conhecido como Kammerspielfilm – um tipo de filmagem que oferecia uma visão intimista na vida dos personagens, geralmente representantes das classes trabalhadoras, com poucos diálogos, movimentos de câmera mais complexos, iluminação sofisticada e cenários mais realistas. O termo se origina de um teatro, o Kammerspiele, inaugurado em 1906 por Max Reinhardt.

### Ida a Hollywood e a criação da sua obra-prima:Aurora

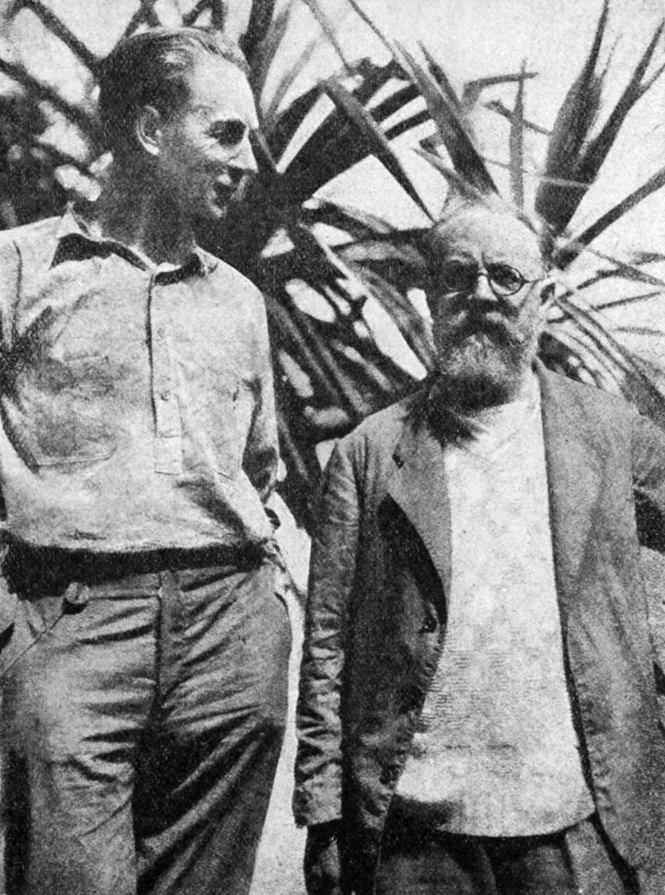
Murnau e Henri Matisse no Taiti em 1930.

Convidado por William Fox para trabalhar em Hollywood, Murnau partiu para os Estados Unidos em 1926. No ano seguinte, realizou para os estúdios Fox aquela que é considerada por muitos a sua obra-prima: Aurora (Sunrise, 1927), novamente com roteiro de Carl Mayer, baseado na novela "Die Reise Nach Tilsit" do romancista Herman Sudermann, e cenários de Rochus Gliese. Embora o filme não tenha sido um sucesso de bilheteria, recebeu três prêmios na primeira cerimônia de premiação da Academia de Artes e Ciências de Hollywood, em 1927: melhor atriz (Janet Gaynor), melhor fotografia (Charles Rosher e Karl Struss) e melhor qualidade artística. Além da bela fotografia que faz um excelente jogo de luzes e sombras, e recursos revolucionários (travellings, fusões, contrastes e enquadramentos criativos) a força do filme se mantém no drama vigoroso e atual.
Numa pesquisa feita entre críticos para este mesmo instituto, Aurora foi considerado o sétimo maior filme da história do cinema, ao lado de O encouraçado Potemkin, do cineasta soviético Sergei Eisenstein.

### Conflitos e abandono da Fox Films
Tido como genioso e de temperamento difícil, ele também logo entraria em conflito com os chefes do estúdio. Apesar dos problemas internos e de relacionamento, Murnau ainda fez mais dois filmes para a Fox. O primeiro, "Os Quatro Demônios" ("Four Devils", de 1928), é baseado no livro "De Fire Djævle", do escritor dinamarquês Herman Bang, estrelado por Janet Gaynor e considerado outro de seus filmes perdidos – embora biógrafos de Murnau afirmem que uma cópia dos negativos ainda se encontra nos arquivos da Fox Film Corporation. O final do filme teve quatro diferentes versões, uma delas escolhida à revelia de Murnau, que já tinha abandonado a Fox logo após a desastrosa pré-estreia do filme, relançado no ano seguinte em versão semissonora. O último filme de Murnau para a Fox, "City Girl", de 1930, baseado na peça "The Mud Turtle", de Elliott Lester, deveria chamar-se "Our Daily Bread", conforme a vontade do cineasta, mas o estúdio recusou. Murnau ficou ainda mais irritado quando o estúdio decidiu refazer partes do filme acrescentando som e diálogos. Afirmando que não queria nada com "talkies", Murnau abandonou o filme, obrigando o estúdio a contratar um assistente de direção para terminá-lo. Por ironia, a versão sonora acabou se perdendo.

### Tabu
Insatisfeito com Hollywood, Murnau traçou planos de ir para a Oceania, a fim de produzir um filme independente sobre as ilhas dos mares do sul. Ficou sabendo que o diretor estadunidense Robert Flaherty também havia se decepcionado com os grandes estúdios de cinema dos Estados Unidos e o convidou para participar do projeto. Murnau, um perfeccionista técnico e dotado de recursos financeiros para produzir o filme, precisava de alguém familiarizado com os costumes locais como Flaherty, que já havia morado em Samoa para as filmagens de Moana.
Fundaram então a Flaherty-Murnau Production. Inicialmente, Flaherty escreveu um roteiro intitulado Turia, uma docuficção sobre o romance entre uma nativa e um coletador de pérolas. Os escritos iniciais tiveram de ser alterados para evitar processos decorrentes da rescisão de contrato com a Colorat, empresa que iria patrocinar o filme. As alterações foram feitas por Murnau, que mudou o nome do roteiro para Tabu e nele introduziu, de maneira bem trabalhada, valores ocidentais na tragédia da cultura polinésia, resultando num drama universal em um lugar exótico e distante. Flaherty iniciou as filmagens com as sequências de pescaria e quedas d’água, quando sua câmera Akeley apresentou problemas. Floyd Crosby, cinematografista que já havia trabalhado com Flaherty no Novo México, acabou sendo chamado. Crosby assumiu daí por diante as filmagens e a direção de fotografia enquanto Murnau se tornou o único responsável pela direção, restando a Flaherty fazer os arranjos com os nativos e supervisionar a revelação dos filmes.
A première de Tabu ocorreu no Central Park Theatre, Nova Iorque, no dia 18 de março de 1931, uma semana após o falecimento de F. W. Murnau. O filme foi selecionado, em 1994, para preservação na Biblioteca do Congresso dos Estados Unidos com a classificação de significância cultural, histórica e estética.

## Morte

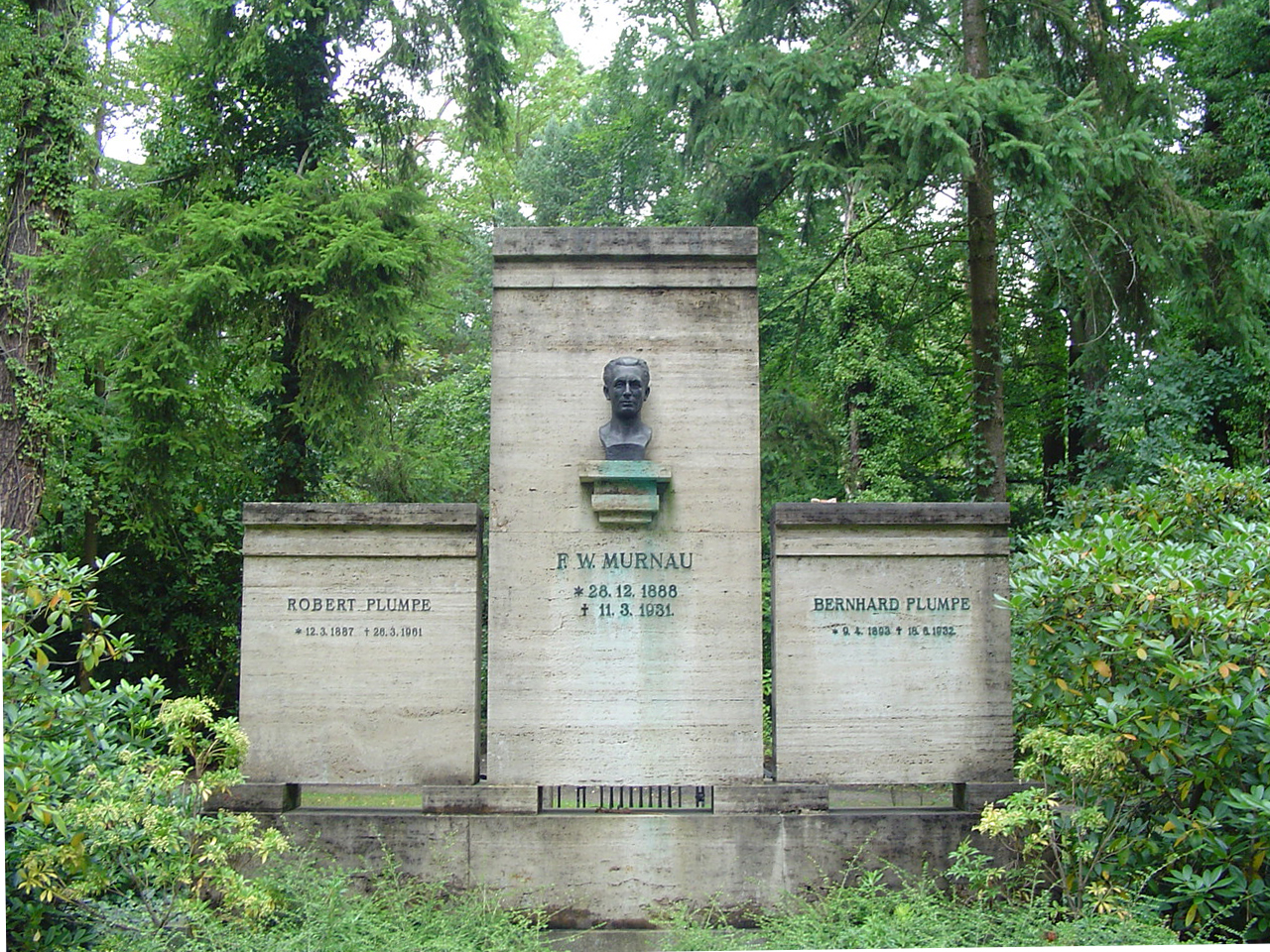
Túmulo e busto de Murnau no Cemitério de Stahnsdorf.

Murnau morreu em 11 de março de 1931 em um acidente automobilístico em Santa Bárbara. O carro era dirigido por um jovem empregado filipino de 14 anos. Quando os restos mortais de Murnau chegaram ao cemitério de Stanhsdorf, apenas um pequeno grupo de pessoas presenciou a cerimônia, entre eles Fritz Lang, o diretor de Metrópolis, Robert J. Flaherty, Emil Jannings e Greta Garbo.

## Filmografia

### Produções alemãs
- Der Knabe in Blau ("O garoto vestido de azul", 1919)
- Satanas ("Satanás", 1920)
- Der Bucklige und die Tänzerin ("O corcunda e a dançarina", 1920)
- Der Januskopf ("A cabeça de Janus", 1920)
- Abend — Nacht — Morgen ("Crepúsculo — Noite — Manhã", 1920)
- Sehnsucht ("Desejo ardente", 1921)
- Der Gang in die Nacht ("A caminhada na noite", 1920)
- Schloß Vogelöd ("O castelo assombrado", 1921)
- Marizza ("A contrabandista", 1922)
- Nosferatu, eine Symphonie des Grauens ("Nosferatu, uma sinfonia de horrores", 1922)
- Der brennende Acker ("Terra em chamas", 1922)
- Phantom ("Fantasma", 1922)
- Die Austreibung ("A expulsão", 1923)
- Die Finanzen des Großherzogs ("As finanças do Grão-Duque", 1924)
- Der letzte Mann ("A última gargalhada", 1924)
- Herr Tartüff ("Tartufo", 1925)
- Faust ("Fausto", 1926)

### Produções norte-americanas
- Sunrise ― a song of two humans ("Aurora", 1927)
- 4 Devils ("Os quatro demônios", 1928)
- City Girl ("A garota da cidade", 1930)
- Tabu, a story of the south seas ("Tabu", 1931)